# Hypoestes psilochlamys
Hypoestes psilochlamys är en akantusväxtart som beskrevs av Cornelis Eliza Bertus Bremekamp. Hypoestes psilochlamys ingår i släktet Hypoestes och familjen akantusväxter. Inga underarter finns listade i Catalogue of Life.